# Francia en la Copa Mundial de Rugby de 2007

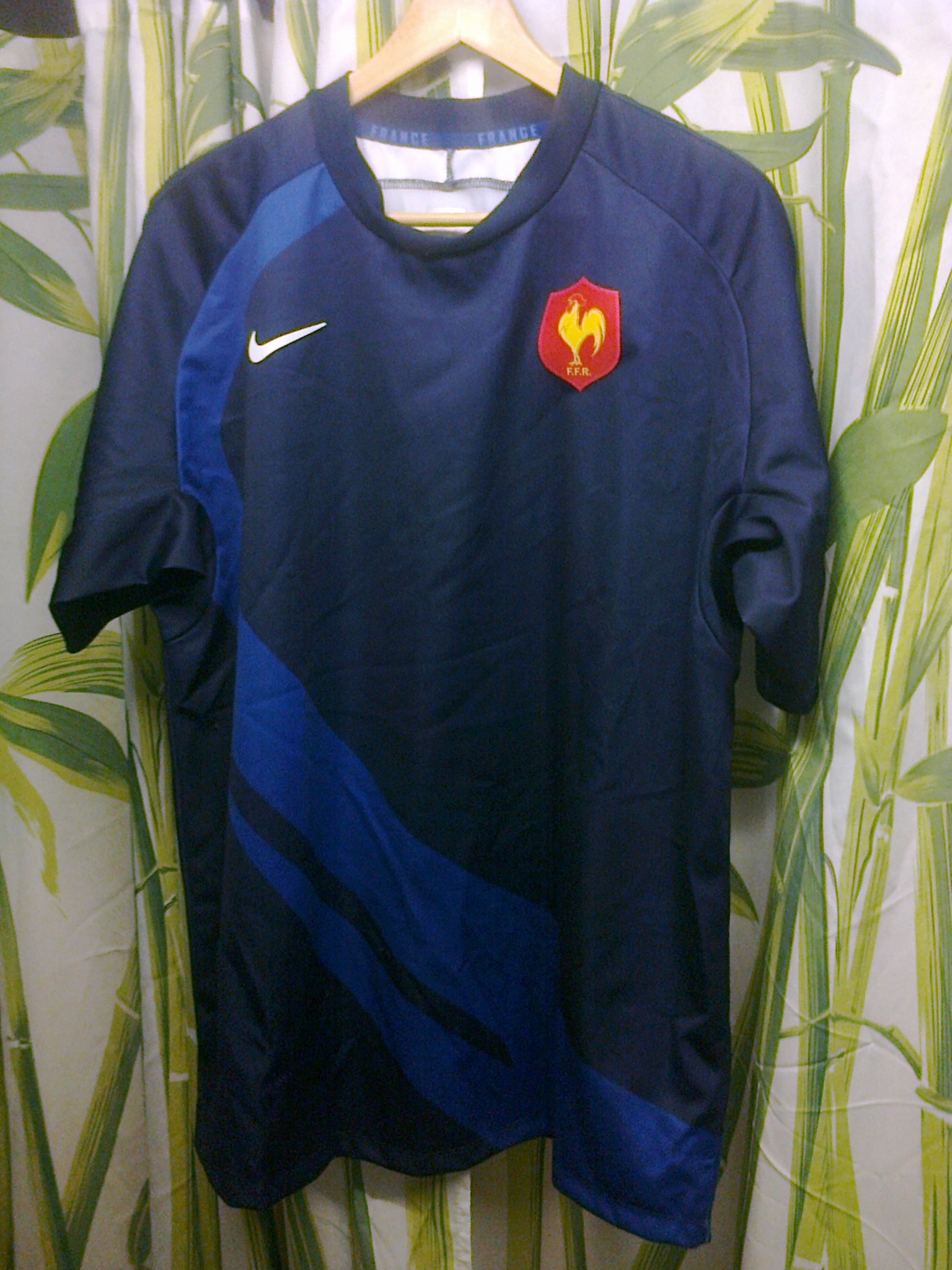
Camiseta titular.

Les Bleus fueron locales y una de las 20 naciones participantes de la Copa Mundial de Rugby de 2007.
Francia había alcanzado dos finales del Mundial, llevaba consecutivamente tres campeonatos llegando a semifinales y era ganador del Torneo de las Seis Naciones 2007. Sumado a su localía, era un serio favorito al título.

## Plantel
Laporte (43 años) repitió su rol del mundial anterior.
|                             | Jugador                 | Edad    | Posición      | Tests | Equipo                             |
| --------------------------- | ----------------------- | ------- | ------------- | ----- | ---------------------------------- |
| Hookers y Pilares           |                         |         |               |       |                                    |
|                             | Sébastien Bruno         | 33 años | Hooker        | 22    | Sale Sharks                        |
| 3                           | Pieter de Villiers      | 35 años | Pilar         | 64    | Stade Français Paris               |
| 2                           | Raphaël Ibañez          | 34 años | Hooker        | 92    | Wasps RFC                          |
|                             | Nicolas Mas             | 27 años | Pilar         | 10    | Union Sportive Arlequine Perpignan |
| 1                           | Olivier Milloud         | 31 años | Pilar         | 45    | Club Sportif Bourgoin-Jallieu      |
|                             | Jean-Baptiste Poux      | 28 años | Pilar         | 14    | Stade Toulousain                   |
|                             | Dimitri Szarzewski      | 24 años | Hooker        | 16    | Stade Français Paris               |
| Segundas líneas             |                         |         |               |       |                                    |
|                             | Lionel Nallet           | 31 años | Segunda línea | 28    | Castres Olympique                  |
| 4                           | Fabien Pelous           | 33 años | Segunda línea | 113   | Stade Toulousain                   |
| 5                           | Jérôme Thion            | 29 años | Segunda línea | 36    | Biarritz Olympique Pays Basque     |
| Alas y Octavos              |                         |         |               |       |                                    |
| 6                           | Serge Betsen            | 33 años | Ala           | 58    | Biarritz Olympique Pays Basque     |
| 8                           | Julien Bonnaire         | 29 años | Octavo        | 31    | ASM Clermont Auvergne              |
|                             | Sébastien Chabal        | 29 años | Ala           | 31    | Sale Sharks                        |
| 7                           | Thierry Dusautoir       | 25 años | Ala           | 5     | Stade Toulousain                   |
|                             | Imanol Harinordoquy     | 27 años | Octavo        | 41    | Biarritz Olympique Pays Basque     |
|                             | Rémy Martin             | 28 años | Ala           | 18    | Stade Français Paris               |
|                             | Yannick Nyanga          | 23 años | Ala           | 21    | Stade Toulousain                   |
| Medios scrums               |                         |         |               |       |                                    |
| 9                           | Jean-Baptiste Élissalde | 29 años | Medio scrum   | 23    | Stade Toulousain                   |
|                             | Pierre Mignoni          | 30 años | Medio scrum   | 25    | ASM Clermont Auvergne              |
| Aperturas y Centros         |                         |         |               |       |                                    |
| 10                          | Lionel Beauxis          | 21 años | Apertura      | 6     | Stade Français Paris               |
| 12                          | Yannick Jauzion         | 29 años | Centro        | 44    | Stade Toulousain                   |
| 13                          | David Marty             | 24 años | Centro        | 13    | Union Sportive Arlequine Perpignan |
|                             | Frédéric Michalak       | 25 años | Apertura      | 44    | Stade Toulousain                   |
|                             | David Skrela            | 28 años | Centro        | 8     | Stade Français Paris               |
| Fullbacks y Wings           |                         |         |               |       |                                    |
| 14                          | Vincent Clerc           | 26 años | Wing          | 22    | Stade Toulousain                   |
|                             | Christophe Dominici     | 35 años | Wing          | 62    | Stade Français Paris               |
| 11                          | Cédric Heymans          | 29 años | Wing          | 32    | Stade Toulousain                   |
|                             | Aurélien Rougerie       | 27 años | Wing          | 46    | ASM Clermont Auvergne              |
|                             | Clément Poitrenaud      | 25 años | Fullback      | 28    | Stade Toulousain                   |
| 15                          | Damien Traille          | 28 años | Fullback      | 53    | Biarritz Olympique Pays Basque     |
| Entrenador: Bernard Laporte |                         |         |               |       |                                    |

## Participación
Francia integró el grupo D junto a Georgia, los Pumas, Namibia y el XV del Trébol.
En el partido inaugural, salieron con suplentes ante Argentina y estos con Mario Ledesma, Carlos Fernández Lobbe, Lucas Ostiglia, el capitán Agustín Pichot, la estrella Juan Martín Hernández e Ignacio Corleto. Increíblemente, los franceses cayeron apretadamente y pese a intentar remontar con el ingreso de los titulares.

### Fase final
En los cuartos de final se cruzaron a los favoritos All Blacks, por tercera vez en mundiales y empatados en victorias. El técnico Graham Henry formó con: Anton Oliver, Ali Williams, el capitán Richie McCaw, Byron Kelleher, la estrella Luke McAlister y Leon MacDonald.
Las semifinales vio Le Crounch por tercera vez en mundiales, ante Inglaterra y empatados en victorias. La rosa alineó al capitán Phil Vickery, Ben Kay, Martin Corry, Andy Gomarsall, la estrella Jonny Wilkinson y Jason Robinson.

### Tercer puesto
El partido consuelo volvió a medirlos con Argentina. Esta vez, el mejor equipo francés no pudo resistir la ofensiva argentina y cayeron derrotados por más de 20 puntos.